# Adolfo José de Schwarzenberg
Adolfo José de Schwarzenberg, 8º Príncipe de Schwarzenberg (18 de março de 1832, Viena - 5 de outubro de 1914, Libějovice), foi um nobre, político e empresário da Boêmia.

## Biografia
Adolfo José nasceu em Viena , em 1832, filho do príncipe João Adolfo II de Schwarzenberg e de sua esposa, a princesa Maria Eleonora de Liechtenstein.
Durante sua juventude, ele estudou filosofia em Viena e depois direito em Göttingen . Depois de se formar em 1850, prestou serviço militar no Exército Imperial Austríaco, em um regimento de ulanos, participando da Primeira Guerra de Schleswig naquele mesmo ano. Em 1856 foi nomeado embaixador extraordinário da Áustria na coroação do czar Alexandre II em Moscou. Em 1858, após seu casamento, decidiu deixar o exército, mas voltou no ano seguinte devido à eclosão da guerra na Itália . Em 24 de junho de 1859, ele participou da batalha de Solferinoe em 28 de junho do mesmo ano foi promovido ao posto de major.
A pedido do seu pai, a partir de 1853 assumiu também a gestão florestal do domínio dos príncipes de Schwarzenberg, continuando o trabalho de desenvolvimento florestal já iniciado pelo seu avô. Nesta tarefa o príncipe viu-se (como afinal se achara o seu pai) particularmente hábil e iniciou uma gestão cuidada dos espólios de Netolice , Protivín e Libějovice , este último local onde passava a maior parte dos seus tempos livres.
Durante a Exposição Universal de Viena em 1873, ele assistiu com seu pai à apresentação dos sucessos alcançados pelos Schwarzenbergs na agricultura, silvicultura e piscicultura no sul da Boêmia. Após a morte do pai, em 1888, Adolfo José assumiu a gestão de todo o imenso latifúndio de sua família.
Grande amante da agricultura, dedicou-se de bom grado a outras actividades paralelas como a caça, a construção de destilarias, cervejarias e lacticínios. Em 1892, ele abriu a cervejaria Louny, que logo se tornou uma das cervejarias mais modernas da Áustria-Hungria, envolvendo também químicos e especialistas para produzir a melhor cerveja e pesquisar nuances inovadoras de sabor e coloração.
Durante o período de sua regência, iniciou-se um vasto trabalho de catalogação e conservação dos monumentos históricos da Boêmia meridional, do qual participou devido ao seu grande interesse pela história (como seu pai), bem como pela arqueologia, patrocinando a Academia Boêmia de Ciências em suas pesquisas em suas terras. Ele era, entre outras coisas, amigo do estudioso František Palacký.
Conceitualmente, como boêmio antes mesmo de ser súdito da coroa austro-húngara, a quem sua família devia grande parte de sua fortuna, o príncipe Adolfo José era um defensor da necessidade de boas relações entre tchecos e alemães, insistindo no entanto no fato que o conceito político de nacionalidade deve ser preferível ao de autoridade, bem como a atribuição de cargos públicos com base no mérito. Ele negou completamente qualquer manifestação de nacionalismo, seja por parte dos alemães ou dos boêmios. Por exemplo, ele se recusou a contribuir para um monumento dedicado ao imperador Joseph II em Český Krumlov por considerá-lo excessivamente nacionalista por parte dos alemães em uma terra que, em última análise, não lhes pertencia.
Em 1865 foi eleito governador de distrito em Vodnany. Em 1872 foi eleito prefeito do distrito de Netolice, mas nesta segunda eleição não teve a aprovação do imperador, justamente por causa de suas próprias ideias políticas.
Nas eleições provinciais de janeiro de 1867 tornou-se membro do Parlamento da Boêmia, sendo reeleito em agosto de 1868, sempre sentado nas fileiras dos conservadores, defendendo as comunidades rurais da Boêmia. A sua actividade na câmara da Boémia continuou até 4 de Dezembro de 1888 quando, após a morte do seu pai e a obtenção do título de Príncipe de Schwarzenberg, foi contratado na câmara alta, substituindo o seu progenitor nesse cargo.
Em 1907, o príncipe comemorou seu 50º aniversário de casamento com uma luxuosa recepção no Castelo Hluboka, que contou com a presença de 100 pessoas. O evento social ganhou destaque em vários jornais locais também porque foram também convidados muitos dos funcionários que colaboraram no funcionamento dos vários espólios do príncipe, num claro espírito de abertura social.
Desde 1903, a gestão das propriedades de Schwarzenberg passou para seu filho João II Nepucemo, enquanto o príncipe se aposentou entre as propriedades de Netolice e Libějovice. Foi nesta última residência que faleceu a 5 de Outubro de 1914, após longa doença. Seu funeral ocorreu em Třeboň.

## Casamento e descendência
Adolfo José casou-se com a princesa Ida de Liechtenstein, filha do príncipe Luís II de Liechtenstein e sua esposa, a princesa Franziska Kinsky von Wchinitz und Tettau, em 4 de junho de 1857 em Viena. O casamento foi celebrado pelo tio de Adolfo José, o cardeal Frederico de Schwarzenberg. O casal teve os seguintes filhos:
- Leonor (1858-1938), casou-se com o conde Henrique de Lamberg
- João II Nepucemo (1860-1938), casou-se com a princesa Teresa de Trauttmansdorf-Weinsberg
- Francisca (1861-1951), casou-se com o Conde Nicola von Esterházy
- Luís (1863-1937)
- Maria (1865-1943)
- Félix (1867-1946), casou-se com a princesa Anna de Löwenstein-Wertheim -Rosenberg
- Jorge (1870-1952), coronel e diplomata
- Carlos (1871-1902), diplomata, membro do conselho de legação da embaixada austríaca em Tóquio
- Teresa (1873-1946)